# Route départementale 56 (Alpes-de-Haute-Provence)
Pour les articles homonymes, voir Route départementale 56.
La route départementale 56, abrégée en RD 56 ou D 56, est une des Routes des Alpes-de-Haute-Provence, qui relie Valensole à Roumoules.

## Tracé de Valensole à Roumoules
- Valensole
- Col de Pas de Laval, commune de Puimoisson
- Puimoisson
- Roumoules